# متلازمة ازدواج كروموسوم 15
متلازمة ازدواج كروموسوم 15 (Dup15q) هي متلازمة محددة سريريا ناتجة عن الازدواجية في كروموسوم 15q11-13.1
هذه الازدواجية تحدث في واحد من شكلين.
- ازدواج كروموسوم باكمله بمعنى ان يحمل المصاب كروموسوم اضافي isodicentric 15، اختصار idic15،
-أو ازدواج بعض الخلاليا في كروموسوم 15.
عندما تأتي المادة الوراثية الإضافية من الكروموسوم الأب قد لا تظهر اعراض على الطفل ويكون تطوره طبيعي.
ولكن، عندما تأتي المادة الوراثية الإضافية من الكروموسوم الأم، فغالبا ما يعاني الطفل من مشاكل تنموية.
في معظم حالات متلازمة ازدواج كروموسوم 15 (Dup15q)، ازدواج الكروموسوم لا يكون وراثي، وانما يكون الكروموسوم قد ازدوج كحدث عشوائي خلال تشكيل الخلايا التناسلية (الحيوان المنوي والبويضة).
الإعاقة الناتجة عن ازدواج كروموسوم 15 (Dup15q) تترواح شدتها بشكل كبير من فرد إلى اخر. بحيث انه يمكن لاثنين من المصابين ان يكون لديهم نفس النمط الصبغي Dup15q مع اختلاف شديد من حيث قدراتهم وشدة اعراض المتلازمة الظاهرة عليهم. إلى الآن ليس هنالك دليل علمي واضح يربط بين حجم المنطقة المزدوجة في الكرومسوم وشدة الأعراض المتلازمة.

## السمات الجسدية
بما ان الكروموسومات تحمل الجينات التي تحدد كيفية تمو وتتطور أجسامنا فان وجود مادة صبغية إضافية يمكن أن يغير سمات المصاب الجسدية.
على عكس العديد من المتلازمات الصبغية الأخرى، فان السمات الجسدية المميزة المرتبطة متلازمة ازدواج كروموسوم 15 قليلة جدا. في الحقيقة السمات الجسدية هي إلى حد ما غير محددة ولكن يمكن أن تشمل ما يلي:
- ضعف العضلات: الأطفال المصابين بمتلازمة ازدواج كروموسوم15 عادة ما يعانون من ضعف في العضلات ((Hypotonia)). قد يجد الرضع صعوبة في الامتصاص والتغذية. التاخر في الحبو، الجلوس، والمشي. الأطفال الأكبر سنا والبالغين الذين يعانون من ضعف في العضلات غالبا ما يشعرون بالتعب بسهولة. ضعف في العضلات في متلازمة ازدواج كروموسوم15 يقل مع تقدم العمر.
- السمات الجسدية: كثير من الأفراد المصابين بمتلازمة ازدواج كروموسوم15 يحملون سمات مماثلة للوجه وتشمل الأنف المسطح. قد يكون هناك طيات جلد في الزوايا الداخلية للعينين، عينان غائرتان. آذنان منخفضتان و / أو مستديرة للخلف. ارتفاع الحنك (سقف الفم) بشكل غير عادي.
- النمو: 20-30٪ من الأفراد المصابين بمتلازمة ازدواج كروموسوم15 يعانون من تاخر في النموعلى الرغم من أن سن البلوغ تبدو طبيعية في معظم الأفراد، وقد لوحظت اضطرابات البلوغ مثل البلوغ المبكر المركزي في بعض الفتيات.
- تشوهات أخرى: نادرا ما يولد الأطفال المصابين بمتلازمة ازدواج كروموسوم15 بشفة ارنبية أو عيوب خلقية في القلب، الكلى، أو أعضاء الجسم الأخرى. لهذا السبب، من المهم للأطفال المشخصين حديثا بمتلازمة ازدواج كروموسوم15 إجراء تقييم دقيق لإمكانية حدوث مثل هذه الاختلافات الهيكلية.

## مشاكل النمو لدى المصابين بمتلازمة ازدواج كروموسوم15
- التأخر الحركي: التأخير الحركي شائعة جدا وذلك بسبب ضعف في العضلات ((Hypotonia)) التي عادة ما عادة ما يعاني منها الأطفال المصابين بمتلازمة ازدواج كروموسوم15 (Dup15q). في مقالة علمية نشرت عام 2005، أفيد بان معدل سن الجلوس للأطفال المصابين بمتلازمة ازدواج كروموسوم15 يكون ما بين 10 و 20 شهرا من العمر، والمشي بين 2 و 3 سنين. دراسة حالية أخرى اجريت على للأطفال المصابين بمتلازمة ازدواج كروموسوم15 وجدت أن متوسط عمر مشي الطفل المصاب بطريقة مستقلة هو 25.5 شهرا (المدى 13-54 شهرا)،

الغالبية العظمى من الأطفال المصابين بمتلازمة ازدواج كروموسوم15 (Dup15q) قادرون على المشي بشكل مستقل.
- التأخر الحركي في العضلات الدقيقة: تشير إلى التقارير الرئيسية الا أن التأخر الحركي في العضلات الدقيقة واسعة الانتشار بين الأطفال المصابين بمتلازمة ازدواج كروموسوم15.
- التأخر المعرفي: معظم الأفراد المصابين بمتلازمة ازدواج كروموسوم15 يظهر لديهم درجة من التأخر المعرفي / الإعاقة (التخلف العقلي) من وقت مبكر جدا. غالبا ما ترتبط هذه الإعاقة الإدراكية بالمشاكل السلوكية التي يعاني منها الأطفال المصابين بالمتلازمة.
- اضطرابات طيف التوحد: ازدواج كروموسوم 15q11-13 هي أكثر مشكلة كروموسومية شائعة محددة لدى الأفراد المصابين بالتوحد.